# Đe dọa

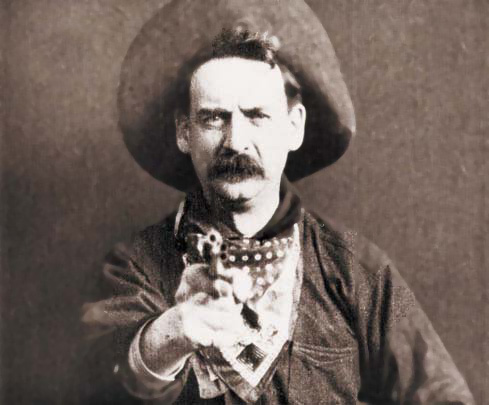
Đe dọa có thể là tinh tế hoặc công khai. Diễn viên Justus D. Barnes, trong The Great Train Robbery

Đe dọa là một ý định được truyền đạt với mục đích gây tổn hại hoặc mất mát cho người khác. Sự đe dọa được quan sát rộng rãi trong hành vi của động vật (đặc biệt là ở dạng nghi thức) chủ yếu để tránh bạo lực thể chất không cần thiết có thể dẫn đến thiệt hại vật chất hoặc cái chết của cả hai bên xung đột. Một mối đe dọa được coi là một hành động cưỡng chế.
Một số loại mối đe dọa phổ biến bị cấm theo luật là những loại được thực hiện với mục đích đạt được lợi thế tiền tệ hoặc buộc một người hành động trái với ý muốn của mình. Ở hầu hết các tiểu bang Hoa Kỳ, việc đe dọa có thể bao gồm: (1) sử dụng vũ khí chết người là một hành vi phạm tội đối với người khác; (2) gây thương tích cho người hoặc tài sản của người khác; hoặc (3) làm tổn thương danh tiếng của người khác.